# Космист (литературная группа)
«Косми́ст» — группа пролетарских писателей в Петрограде, организованная по примеру московской группы «Кузница».
Создана в 1920 году бывшими членами Пролеткульта, из которых ведущую роль играли А. Гастев и В. Казин. Политические и художественные позиции «Космиста» были те же, что и у «Кузницы». Название символизирует международные революционные устремления и космическую гиперболизацию образов. В июне 1923 года, после того как ведущая роль в руководстве пролетарской литературой перешла к группе «Октябрь», группа распалась.

## Участники
- Гастев, Алексей Капитонович
- Иванов, Всеволод Вячеславович
- Казин, Василий Васильевич
- Садофьев, Илья Иванович